# Piz Cunturines
Der Piz Cunturines (oder Cunturinesspitze, auch in der Schreibung Conturines; ladinisch Piz dles Cunturines) ist mit 3064 m s.l.m. der höchste Berg der Fanesgruppe in den Dolomiten, Italien. Das Massiv des Bergs fällt nach Westen, Süden sowie Osten hin ab, im Norden schließt sich der Piz Lavarela an. Das gesamte Gebiet ist Teil des Naturparks Fanes-Sennes-Prags.
Der Normalweg führt von Osten auf der nördlichen Talseite in Richtung der Scharte zwischen Piz Cunturines und Piz Lavarela. Von dort gelangt man südlich an den felsigen Gipfelaufbau heran. Die letzten Meter zum Gipfel werden über den mittelschweren Conturinessteig- bzw. Tru-Dolomieu-Klettersteig bewältigt. Dabei gewinnt man zunächst auf der Nordseite etwas an Höhe, quert dann Richtung Westen und gelangt dann über mehrere Leitern auf den zuletzt flacher werdenden Nordwestgrat des Gipfels.
Auch wenn vermutet wird, dass der Gipfel des Piz Cunturines bereits vorher von Gämsjägern bestiegen wurde, erfolgte die dokumentierte Erstbesteigung durch Albrecht Grünwald in Begleitung des Bergführers Santo Siorpaes am 4. August 1880. Im Jahr 1987 wurden am Südhang des Berges, in einer Höhe von 2800 Metern, eine Höhle mit zahlreichen auf ein Alter von rund 50.000 Jahren datierten Knochen von Höhlenbären und anderen Tieren entdeckt. Die Höhle ist heute versiegelt.